# Collegio elettorale di Palmi (Senato della Repubblica)
Il collegio di Palmi fu un collegio elettorale uninominale della Repubblica Italiana appartenente alla Circoscrizione Calabria; fu utilizzato per eleggere un senatore della Repubblica dalla I alla XIV legislatura, sebbene con estensioni diverse e sistemi elettorali diversi.

## Storia
Il collegio venne creato nel 1948 secondo la legge n. 29 del 6 febbraio 1948 la quale, pur basandosi sull'impianto proporzionale in vigore per la Camera, rispetto a quest'ultima conteneva alcuni piccoli correttivi in senso maggioritario. Tale legge ebbe il suo definitivo perfezionamento col Testo Unico n°361 del 1957. Differentemente dalla Camera, la legge elettorale del Senato si articolava su base regionale, seguendo il dettato costituzionale (art.57). Ogni Regione era suddivisa in tanti collegi uninominali quanti erano i seggi ad essa assegnati. All'interno di ciascun collegio, veniva eletto il candidato che avesse raggiunto il quorum del 65% delle preferenze: tale soglia, oggettivamente di difficilissimo conseguimento, tradiva l'impianto proporzionale su cui era concepito anche il sistema elettorale della Camera Alta. Qualora, come normalmente avveniva, nessun candidato avesse conseguito l'elezione, i voti di tutti i candidati venivano raggruppati in liste di partito a livello regionale, dove i seggi venivano allocati utilizzando il metodo D'Hondt delle maggiori medie statistiche e quindi, all'interno di ciascuna lista, venivano dichiarati eletti i candidati con le migliori percentuali di preferenza.
Nel 1993, con la cosiddetta Legge Mattarella (Legge n. 276, Norme per l'elezione del Senato della Repubblica), attuata in seguito al referendum abrogativo del 1993, venne istituito per la Camera dei deputati e per il Senato della Repubblica un sistema di elezione misto, in parte maggioritario e in parte proporzionale. Il 75% dei parlamentari dell'assemblea veniva eletto in collegi uninominali tramite sistema maggioritario a turno unico; il restante 25% al Senato veniva eletto tramite recupero proporzionale dei più votati non eletti attraverso un meccanismo di calcolo denominato "scorporo", cioè sottraendo dal conteggio dei voti totali di una lista nella parte proporzionale i voti ottenuti dai candidati collegati alla medesima lista che erano eletti nei collegi uninominali con il sistema maggioritario.
Il collegio venne abolito insieme a tutti gli altri che costituivano il Senato con la promulgazione della legge elettorale successiva, la cosiddetta Legge Calderoli. Questa prevedeva un sistema proporzionale con premio di maggioranza, che al Senato veniva attribuito a livello regionale.

## 1948-1993

### Territorio
Il collegio di Palmi era uno dei 10 collegi uninominali in cui era suddivisa la Calabria; comprendeva i seguenti comuni: Anoia, Candidoni, Cinquefrondi, Cittanova, Cosoleto, Delianuova, Feroleto della Chiesa, Galatro, Giffone, Gioia Tauro, Laureana di Borrello, Maropati, Melicuccà, Melicucco, Molochio, Oppido Mamertina, Palmi, Polistena, Rizziconi, Rosarno, San Ferdinando, San Giorgio Morgeto, San Pietro di Caridà, San Procopio, Santa Cristina d'Aspromonte, Sant'Eufemia d'Aspromonte, Scido, Seminara, Serrata, Sinopoli, Taurianova, Terranova Sappo Minulio, Varapodio.

### Dati elettorali

#### I legislatura
|                                                                                | Domenico Romano ✔️ Eletto | Democrazia Cristiana                             | 52 379 | 61,64 |  |  |  |  |  |
|                                                                                | Leonida Rapaci            | Fronte Democratico Popolare                      | 23 089 | 27,17 |  |  |  |  |  |
|                                                                                | Gracco D'Agostino         | Blocco Nazionale                                 | 7 413  | 8,72  |  |  |  |  |  |
|                                                                                | Carlo Salvi               | Unità Socialista                                 | 1 052  | 1,24  |  |  |  |  |  |
|                                                                                | Nicola Macedonio          | Movimento Nazionalista per la Democrazia Sociale | 1 047  | 1,23  |  |  |  |  |  |
| Totale                                                                         | Totale                    | Totale                                           | 84 980 | 100   |  |  |  |  |  |
|                                                                                |                           |                                                  |        |       |  |  |  |  |  |
| Voti non validi                                                                | Voti non validi           | Voti non validi                                  | 3 760  | 4,24  |  |  |  |  |  |
| Votanti                                                                        | Votanti                   | Votanti                                          | 88 740 | 90,79 |  |  |  |  |  |
| Elettori                                                                       | Elettori                  | Elettori                                         | 97 745 |       |  |  |  |  |  |
|                                                                                |                           |                                                  |        |       |  |  |  |  |  |
| Nota: quorum del 65% non raggiunto; ripartizione dei seggi a livello regionale |                           |                                                  |        |       |  |  |  |  |  |
| Data: 18 aprile 1948                                                           |                           |                                                  |        |       |  |  |  |  |  |
| Fonte: Ministero dell'interno                                                  |                           |                                                  |        |       |  |  |  |  |  |

#### II legislatura
|                                                                                | Domenico Romano ✔️ Eletto | Democrazia Cristiana           | 36 685 | 44,29 |  |  |  |  |  |
|                                                                                | Vincenzo Misefari         | Partito Comunista Italiano     | 15 337 | 18,52 |  |  |  |  |  |
|                                                                                | Domenico Rizzo            | Partito Socialista Italiano    | 10 948 | 13,22 |  |  |  |  |  |
|                                                                                | Domenico Tripepi          | Partito Nazionale Monarchico   | 8 810  | 10,64 |  |  |  |  |  |
|                                                                                | Leonardo Meliadò          | Movimento Sociale Italiano     | 6 830  | 8,25  |  |  |  |  |  |
|                                                                                | Raffaele Terranova        | Alleanza Democratica Nazionale | 4 224  | 5,10  |  |  |  |  |  |
| Totale                                                                         | Totale                    | Totale                         | 82 834 | 100   |  |  |  |  |  |
|                                                                                |                           |                                |        |       |  |  |  |  |  |
| Voti non validi                                                                | Voti non validi           | Voti non validi                | 5 729  | 6,47  |  |  |  |  |  |
| Votanti                                                                        | Votanti                   | Votanti                        | 88 563 | 90,76 |  |  |  |  |  |
| Elettori                                                                       | Elettori                  | Elettori                       | 97 578 |       |  |  |  |  |  |
|                                                                                |                           |                                |        |       |  |  |  |  |  |
| Nota: quorum del 65% non raggiunto; ripartizione dei seggi a livello regionale |                           |                                |        |       |  |  |  |  |  |
| Data: 7 giugno 1953                                                            |                           |                                |        |       |  |  |  |  |  |
| Fonte: Ministero dell'interno                                                  |                           |                                |        |       |  |  |  |  |  |

#### III legislatura
|                                                                                | Domenico Romano ✔️ Eletto    | Democrazia Cristiana         | 38 655  | 45,82 |  |  |  |  |  |
|                                                                                | Raffaele Terranova           | Partito Comunista Italiano   | 17 115  | 20,29 |  |  |  |  |  |
|                                                                                | Giuseppe Marazzita ✔️ Eletto | Partito Socialista Italiano  | 16 034  | 19,01 |  |  |  |  |  |
|                                                                                | Michele Barbaro              | Movimento Sociale Italiano   | 5 478   | 6,49  |  |  |  |  |  |
|                                                                                | Antonio Maiasani             | Partito Liberale Italiano    | 3 663   | 4,34  |  |  |  |  |  |
|                                                                                | Arcangelo Badolati           | Partito Monarchico Popolare  | 2 180   | 2,58  |  |  |  |  |  |
|                                                                                | Luvio Vitale                 | Partito Nazionale Monarchico | 1 229   | 1,46  |  |  |  |  |  |
| Totale                                                                         | Totale                       | Totale                       | 84 354  | 100   |  |  |  |  |  |
|                                                                                |                              |                              |         |       |  |  |  |  |  |
| Voti non validi                                                                | Voti non validi              | Voti non validi              | 5 107   | 5,71  |  |  |  |  |  |
| Votanti                                                                        | Votanti                      | Votanti                      | 89 461  | 88,19 |  |  |  |  |  |
| Elettori                                                                       | Elettori                     | Elettori                     | 101 444 |       |  |  |  |  |  |
|                                                                                |                              |                              |         |       |  |  |  |  |  |
| Nota: quorum del 65% non raggiunto; ripartizione dei seggi a livello regionale |                              |                              |         |       |  |  |  |  |  |
| Data: 25 maggio 1958                                                           |                              |                              |         |       |  |  |  |  |  |
| Fonte: Ministero dell'interno                                                  |                              |                              |         |       |  |  |  |  |  |

#### IV legislatura
|                                                                                | Domenico Romano    | Democrazia Cristiana                             | 29 455 | 35,98 |  |  |  |  |  |
|                                                                                | Raffaele Terranova | Partito Comunista Italiano                       | 20 793 | 25,40 |  |  |  |  |  |
|                                                                                | Giuseppe Marazzita | Partito Socialista Italiano                      | 12 530 | 15,31 |  |  |  |  |  |
|                                                                                | C. Dinaro          | Movimento Sociale Italiano                       | 11 618 | 14,19 |  |  |  |  |  |
|                                                                                | L. Sofia           | Partito Liberale Italiano                        | 4 179  | 5,10  |  |  |  |  |  |
|                                                                                | A. Matacena        | Partito Socialista Democratico Italiano          | 1 832  | 2,24  |  |  |  |  |  |
|                                                                                | A. Gerocarni       | Partito Democratico Italiano di Unità Monarchica | 1 457  | 1,78  |  |  |  |  |  |
| Totale                                                                         | Totale             | Totale                                           | 81 864 | 100   |  |  |  |  |  |
|                                                                                |                    |                                                  |        |       |  |  |  |  |  |
| Voti non validi                                                                | Voti non validi    | Voti non validi                                  | 5 555  | 6,35  |  |  |  |  |  |
| Votanti                                                                        | Votanti            | Votanti                                          | 87 419 | 88,25 |  |  |  |  |  |
| Elettori                                                                       | Elettori           | Elettori                                         | 99 053 |       |  |  |  |  |  |
|                                                                                |                    |                                                  |        |       |  |  |  |  |  |
| Nota: quorum del 65% non raggiunto; ripartizione dei seggi a livello regionale |                    |                                                  |        |       |  |  |  |  |  |
| Data: 28 aprile 1963                                                           |                    |                                                  |        |       |  |  |  |  |  |
| Fonte: Ministero dell'interno                                                  |                    |                                                  |        |       |  |  |  |  |  |

#### V legislatura
|                                                                                | M. B. Masseo                              | Democrazia Cristiana                             | 28 431 | 35,60 |  |  |  |  |  |
|                                                                                | Emilio Maria Giuseppe Argiroffi ✔️ Eletto | PCI - PSIUP                                      | 24 345 | 30,48 |  |  |  |  |  |
|                                                                                | Carmelo Dinaro ✔️ Eletto                  | Movimento Sociale Italiano                       | 13 818 | 17,30 |  |  |  |  |  |
|                                                                                | G. Calogero                               | PSI-PSDI Unificati                               | 10 189 | 12,76 |  |  |  |  |  |
|                                                                                | R. Silipigni                              | Partito Liberale Italiano                        | 2 001  | 2,51  |  |  |  |  |  |
|                                                                                | A. Palma                                  | Partito Democratico Italiano di Unità Monarchica | 1 077  | 1,35  |  |  |  |  |  |
| Totale                                                                         | Totale                                    | Totale                                           | 79 861 | 100   |  |  |  |  |  |
|                                                                                |                                           |                                                  |        |       |  |  |  |  |  |
| Voti non validi                                                                | Voti non validi                           | Voti non validi                                  | 5 350  | 6,28  |  |  |  |  |  |
| Votanti                                                                        | Votanti                                   | Votanti                                          | 85 211 | 86,96 |  |  |  |  |  |
| Elettori                                                                       | Elettori                                  | Elettori                                         | 97 984 |       |  |  |  |  |  |
|                                                                                |                                           |                                                  |        |       |  |  |  |  |  |
| Nota: quorum del 65% non raggiunto; ripartizione dei seggi a livello regionale |                                           |                                                  |        |       |  |  |  |  |  |
| Data: 19 maggio 1968                                                           |                                           |                                                  |        |       |  |  |  |  |  |
| Fonte: Ministero dell'interno                                                  |                                           |                                                  |        |       |  |  |  |  |  |

#### VI legislatura
|                                                                                | G. Macri                                  | Democrazia Cristiana                    | 25 947 | 32,98 |  |  |  |  |  |
|                                                                                | Emilio Maria Giuseppe Argiroffi ✔️ Eletto | PCI - PSIUP                             | 23 651 | 30,06 |  |  |  |  |  |
|                                                                                | Carmelo Dinaro ✔️ Eletto                  | Movimento Sociale Italiano              | 13 958 | 17,74 |  |  |  |  |  |
|                                                                                | M. Lombardo                               | Partito Socialista Italiano             | 9 395  | 11,94 |  |  |  |  |  |
|                                                                                | G. Maiorca                                | Partito Socialista Democratico Italiano | 3 300  | 4,19  |  |  |  |  |  |
|                                                                                | P. Curatola                               | Partito Repubblicano Italiano           | 1 551  | 1,97  |  |  |  |  |  |
|                                                                                | F. Grassi                                 | Partito Liberale Italiano               | 867    | 1,10  |  |  |  |  |  |
| Totale                                                                         | Totale                                    | Totale                                  | 78 669 | 100   |  |  |  |  |  |
|                                                                                |                                           |                                         |        |       |  |  |  |  |  |
| Voti non validi                                                                | Voti non validi                           | Voti non validi                         | 4 789  | 5,74  |  |  |  |  |  |
| Votanti                                                                        | Votanti                                   | Votanti                                 | 83 458 | 85,28 |  |  |  |  |  |
| Elettori                                                                       | Elettori                                  | Elettori                                | 97 869 |       |  |  |  |  |  |
|                                                                                |                                           |                                         |        |       |  |  |  |  |  |
| Nota: quorum del 65% non raggiunto; ripartizione dei seggi a livello regionale |                                           |                                         |        |       |  |  |  |  |  |
| Data: 7 maggio 1972                                                            |                                           |                                         |        |       |  |  |  |  |  |
| Fonte: Ministero dell'interno                                                  |                                           |                                         |        |       |  |  |  |  |  |

#### VII legislatura
|                                                                                | Renato Montagnese               | Democrazia Cristiana                    | 27 953 | 35,14 |  |  |  |  |  |
|                                                                                | Emilio Maria Giuseppe Argiroffi | Partito Comunista Italiano              | 26 586 | 33,42 |  |  |  |  |  |
|                                                                                | Carmelo Dinaro                  | Movimento Sociale Italiano              | 10 615 | 13,35 |  |  |  |  |  |
|                                                                                | Gaetano Baietta                 | Partito Socialista Italiano             | 10 114 | 12,72 |  |  |  |  |  |
|                                                                                | Michele Ragone                  | Partito Socialista Democratico Italiano | 2 116  | 2,66  |  |  |  |  |  |
|                                                                                | Nicola Niutta                   | Partito Repubblicano Italiano           | 1 481  | 1,86  |  |  |  |  |  |
|                                                                                | Salvatore Francesco De Raffaele | Partito Liberale Italiano               | 347    | 0,44  |  |  |  |  |  |
|                                                                                | Ettore Megali                   | Partito Radicale                        | 328    | 0,41  |  |  |  |  |  |
| Totale                                                                         | Totale                          | Totale                                  | 79 540 | 100   |  |  |  |  |  |
|                                                                                |                                 |                                         |        |       |  |  |  |  |  |
| Voti non validi                                                                | Voti non validi                 | Voti non validi                         | 4 527  | 5,38  |  |  |  |  |  |
| Votanti                                                                        | Votanti                         | Votanti                                 | 84 067 | 85,76 |  |  |  |  |  |
| Elettori                                                                       | Elettori                        | Elettori                                | 98 028 |       |  |  |  |  |  |
|                                                                                |                                 |                                         |        |       |  |  |  |  |  |
| Nota: quorum del 65% non raggiunto; ripartizione dei seggi a livello regionale |                                 |                                         |        |       |  |  |  |  |  |
| Data: 20 giugno 1976                                                           |                                 |                                         |        |       |  |  |  |  |  |
| Fonte: Ministero dell'interno                                                  |                                 |                                         |        |       |  |  |  |  |  |

#### VIII legislatura
|                                                                                | D. Crupi                        | Democrazia Cristiana                         | 28 707  | 37,20 |  |  |  |  |  |
|                                                                                | Emilio Maria Giuseppe Argiroffi | Partito Comunista Italiano                   | 22 381  | 29,00 |  |  |  |  |  |
|                                                                                | V. E. Gallizzi                  | Partito Socialista Italiano                  | 11 881  | 15,40 |  |  |  |  |  |
|                                                                                | Carmelo Dinaro                  | Movimento Sociale Italiano                   | 8 498   | 11,01 |  |  |  |  |  |
|                                                                                | D. Miceli                       | Partito Socialista Democratico Italiano      | 2 689   | 3,48  |  |  |  |  |  |
|                                                                                | U. Battaglini Masciari          | Partito Repubblicano Italiano                | 1 425   | 1,85  |  |  |  |  |  |
|                                                                                | Ettore Megali                   | Partito Radicale - Nuova Sinistra Unita      | 665     | 0,86  |  |  |  |  |  |
|                                                                                | F. Chirico                      | Partito Liberale Italiano                    | 444     | 0,58  |  |  |  |  |  |
|                                                                                | A. D. Bellantoni                | Costituente di Destra - Democrazia Nazionale | 278     | 0,36  |  |  |  |  |  |
|                                                                                | C. Governa                      | Partito Popolare Calabrese                   | 197     | 0,26  |  |  |  |  |  |
| Totale                                                                         | Totale                          | Totale                                       | 77 165  | 100   |  |  |  |  |  |
|                                                                                |                                 |                                              |         |       |  |  |  |  |  |
| Voti non validi                                                                | Voti non validi                 | Voti non validi                              | 5 938   | 7,15  |  |  |  |  |  |
| Votanti                                                                        | Votanti                         | Votanti                                      | 83 103  | 73,02 |  |  |  |  |  |
| Elettori                                                                       | Elettori                        | Elettori                                     | 113 807 |       |  |  |  |  |  |
|                                                                                |                                 |                                              |         |       |  |  |  |  |  |
| Nota: quorum del 65% non raggiunto; ripartizione dei seggi a livello regionale |                                 |                                              |         |       |  |  |  |  |  |
| Data: 3 giugno 1979                                                            |                                 |                                              |         |       |  |  |  |  |  |
| Fonte: Ministero dell'interno                                                  |                                 |                                              |         |       |  |  |  |  |  |

#### IX legislatura
|                                                                                | Giuseppe Borgia                 | Democrazia Cristiana         | 25 852  | 33,49 |  |  |  |  |  |
|                                                                                | Giuseppe Maria Augusto Lavorato | Partito Comunista Italiano   | 22 128  | 28,67 |  |  |  |  |  |
|                                                                                | Raffaele Terranova              | Partito Socialista Italiano  | 13 536  | 17,54 |  |  |  |  |  |
|                                                                                | Carmelo Saltalamacchia          | Movimento Sociale Italiano   | 8 879   | 11,50 |  |  |  |  |  |
|                                                                                | Emilio Logozzo                  | PLI - PRI - PSDI             | 5 160   | 6,69  |  |  |  |  |  |
|                                                                                | Salvatore Attanasio             | Partito Nazionale Pensionati | 872     | 1,13  |  |  |  |  |  |
|                                                                                | Alberto de Gregorio             | Partito Radicale             | 760     | 0,98  |  |  |  |  |  |
| Totale                                                                         | Totale                          | Totale                       | 77 187  | 100   |  |  |  |  |  |
|                                                                                |                                 |                              |         |       |  |  |  |  |  |
| Voti non validi                                                                | Voti non validi                 | Voti non validi              | 8 004   | 9,40  |  |  |  |  |  |
| Votanti                                                                        | Votanti                         | Votanti                      | 85 191  | 73,07 |  |  |  |  |  |
| Elettori                                                                       | Elettori                        | Elettori                     | 116 587 |       |  |  |  |  |  |
|                                                                                |                                 |                              |         |       |  |  |  |  |  |
| Nota: quorum del 65% non raggiunto; ripartizione dei seggi a livello regionale |                                 |                              |         |       |  |  |  |  |  |
| Data: 26 giugno 1983                                                           |                                 |                              |         |       |  |  |  |  |  |
| Fonte: Ministero dell'interno                                                  |                                 |                              |         |       |  |  |  |  |  |

#### X legislatura
|                                                                                | G. A. A. Tuccio        | Democrazia Cristiana           | 27 330  | 34,83 |  |  |  |  |  |
|                                                                                | Girolamo Tripodi       | Partito Comunista Italiano     | 25 359  | 32,32 |  |  |  |  |  |
|                                                                                | M. Mellini             | PSI - PSDI - PR                | 10 521  | 13,41 |  |  |  |  |  |
|                                                                                | Carmelo Saltalamacchia | Movimento Sociale Italiano     | 9 053   | 11,54 |  |  |  |  |  |
|                                                                                | R. Ferraro             | Partito Repubblicano Italiano  | 3 523   | 4,49  |  |  |  |  |  |
|                                                                                | G. Cannata             | Partito Liberale Italiano      | 868     | 1,11  |  |  |  |  |  |
|                                                                                | A. Foti                | Democrazia Proletaria          | 823     | 1,05  |  |  |  |  |  |
|                                                                                | A. D. Bellantoni       | Liga Veneta - Pensionati Uniti | 529     | 0,67  |  |  |  |  |  |
|                                                                                | S. Lugara              | Partito Sardo d'Azione         | 349     | 0,44  |  |  |  |  |  |
|                                                                                | F. De Leo              | Alleanza Popolare Pensionati   | 117     | 0,15  |  |  |  |  |  |
| Totale                                                                         | Totale                 | Totale                         | 78 472  | 100   |  |  |  |  |  |
|                                                                                |                        |                                |         |       |  |  |  |  |  |
| Voti non validi                                                                | Voti non validi        | Voti non validi                | 7 327   | 8,54  |  |  |  |  |  |
| Votanti                                                                        | Votanti                | Votanti                        | 85 799  | 70,88 |  |  |  |  |  |
| Elettori                                                                       | Elettori               | Elettori                       | 121 043 |       |  |  |  |  |  |
|                                                                                |                        |                                |         |       |  |  |  |  |  |
| Nota: quorum del 65% non raggiunto; ripartizione dei seggi a livello regionale |                        |                                |         |       |  |  |  |  |  |
| Data: 14 giugno 1987                                                           |                        |                                |         |       |  |  |  |  |  |
| Fonte: Ministero dell'interno                                                  |                        |                                |         |       |  |  |  |  |  |

#### XI legislatura
|                                                                                | Giuseppe Lombardi          | Democrazia Cristiana                     | 20 649  | 27,86 |  |  |  |  |  |
|                                                                                | Michele Furfaro            | Partito Socialista Italiano              | 12 091  | 16,31 |  |  |  |  |  |
|                                                                                | Umberto Pirilli            | Movimento Sociale Italiano               | 11 748  | 15,85 |  |  |  |  |  |
|                                                                                | Girolamo Tripodi ✔️ Eletto | Partito della Rifondazione Comunista     | 11 304  | 15,25 |  |  |  |  |  |
|                                                                                | Giovanni La Ruffa          | Per la Calabria (PDS - FdV - Rete - PRI) | 10 487  | 14,15 |  |  |  |  |  |
|                                                                                | Domenico Luppino           | Partito Socialista Democratico Italiano  | 4 926   | 6,65  |  |  |  |  |  |
|                                                                                | Domenico Guida             | Partito Liberale Italiano                | 1 446   | 1,95  |  |  |  |  |  |
|                                                                                | Anna Maria Merlini         | Lista Marco Pannella                     | 651     | 0,88  |  |  |  |  |  |
|                                                                                | Mario Ceccomarini          | Lega Lombarda                            | 446     | 0,60  |  |  |  |  |  |
|                                                                                | Rocco Raffaele De Salvo    | Federalismo - Pensionati Uomini Vivi     | 368     | 0,50  |  |  |  |  |  |
| Totale                                                                         | Totale                     | Totale                                   | 74 116  | 100   |  |  |  |  |  |
|                                                                                |                            |                                          |         |       |  |  |  |  |  |
| Voti non validi                                                                | Voti non validi            | Voti non validi                          | 11 453  | 13,38 |  |  |  |  |  |
| Votanti                                                                        | Votanti                    | Votanti                                  | 85 569  | 68,14 |  |  |  |  |  |
| Elettori                                                                       | Elettori                   | Elettori                                 | 125 586 |       |  |  |  |  |  |
|                                                                                |                            |                                          |         |       |  |  |  |  |  |
| Nota: quorum del 65% non raggiunto; ripartizione dei seggi a livello regionale |                            |                                          |         |       |  |  |  |  |  |
| Data: 5 aprile 1992                                                            |                            |                                          |         |       |  |  |  |  |  |
| Fonte: Ministero dell'interno                                                  |                            |                                          |         |       |  |  |  |  |  |

## 1993-2005

### Territorio
Il collegio di Palmi era uno degli 8 collegi uninominali in cui era suddivisa la Calabria; come previsto dal D.Lgs. del 20 dicembre 1993 n. 535, e comprendeva comuni della provincia di Reggio Calabria, in particolare: Africo, Agnana Calabra, Anoia, Antonimina, Ardore, Benestare, Bianco, Bivongi, Bovalino, Camini, Caraffa del Bianco, Careri, Casignana, Caulonia, Ciminà, Cinquefrondi, Cittanova, Cosoleto, Delianuova, Feroleto della Chiesa, Gerace, Giffone, Gioia Tauro, Gioiosa Ionica, Grotteria, Locri, Mammola, Marina di Gioiosa Ionica, Maropati, Martone, Melicuccà, Melicucco, Molochio, Monasterace, Oppido Mamertina, Palmi, Pazzano, Placanica, Platì, Polistena, Portigliola, Riace, Rizziconi, Roccella Ionica, Rosarno, Samo, San Ferdinando, San Giorgio Morgeto, San Giovanni di Gerace, San Luca, San Procopio, Santa Cristina d'Aspromonte, Sant'Ilario dello Ionio, Scido, Seminara, Sinopoli, Stignano, Stilo, Taurianova, Terranova Sappo Minulio, Varapodio.

### Eletti
| Elezione | Elezione | Senatore         | Partito                         |
| -------- | -------- | ---------------- | ------------------------------- |
|          | 1994     | Girolamo Tripodi | Alleanza dei Progressisti (PRC) |
|          | 1996     | Bruno Napoli     | Polo per le Libertà (CCD)       |
|          | 2001     | Francesco Crinò  | Casa delle Libertà (NPSI)       |

### Dati elettorali

#### XII legislatura
|                               | Girolamo Tripodi ✔️ Eletto | Progressisti                          | 45 386  | 37,97 |  |  |  |  |  |
|                               | Umberto Pirilli            | Polo del Buon Governo                 | 41 557  | 34,76 |  |  |  |  |  |
|                               | Bruno Napoli               | Patto per l'Italia                    | 27 528  | 23,03 |  |  |  |  |  |
|                               | Giuseppe Comperatore       | Movimento Federalista Calabria Libera | 5 068   | 4,24  |  |  |  |  |  |
| Totale                        | Totale                     | Totale                                | 119 539 | 100   |  |  |  |  |  |
|                               |                            |                                       |         |       |  |  |  |  |  |
| Voti non validi               | Voti non validi            | Voti non validi                       | 24 439  | 16,97 |  |  |  |  |  |
| Votanti                       | Votanti                    | Votanti                               | 143 978 | 66,68 |  |  |  |  |  |
| Elettori                      | Elettori                   | Elettori                              | 215 909 |       |  |  |  |  |  |
|                               |                            |                                       |         |       |  |  |  |  |  |
| Data: 27-28 marzo 1994        |                            |                                       |         |       |  |  |  |  |  |
| Fonte: Ministero dell'interno |                            |                                       |         |       |  |  |  |  |  |

#### XIII legislatura
|                               | Bruno Napoli ✔️ Eletto | Polo per le Libertà                | 56 232  | 50,74 |  |  |  |  |  |
|                               | Santo Gioffré          | Progressisti (1996)                | 39 181  | 35,36 |  |  |  |  |  |
|                               | Alessio Calabrò        | Movimento Sociale Fiamma Tricolore | 9 036   | 8,15  |  |  |  |  |  |
|                               | Ilario Ammendola       | Socialista                         | 6 365   | 5,74  |  |  |  |  |  |
| Totale                        | Totale                 | Totale                             | 110 814 | 100   |  |  |  |  |  |
|                               |                        |                                    |         |       |  |  |  |  |  |
| Voti non validi               | Voti non validi        | Voti non validi                    | 25 476  | 18,69 |  |  |  |  |  |
| Votanti                       | Votanti                | Votanti                            | 136 290 | 61,61 |  |  |  |  |  |
| Elettori                      | Elettori               | Elettori                           | 221 199 |       |  |  |  |  |  |
|                               |                        |                                    |         |       |  |  |  |  |  |
| Data: 21 aprile 1996          |                        |                                    |         |       |  |  |  |  |  |
| Fonte: Ministero dell'interno |                        |                                    |         |       |  |  |  |  |  |

#### XIV legislatura
|                               | Francesco Crinò ✔️ Eletto | Casa delle Libertà                   | 51 593  | 42,07 |  |  |  |  |  |
|                               | Luigi De Paola            | L'Ulivo                              | 36 034  | 29,38 |  |  |  |  |  |
|                               | Mario Mazza               | Democrazia Europea                   | 16 584  | 13,52 |  |  |  |  |  |
|                               | Nicola Lucà               | Partito della Rifondazione Comunista | 6 954   | 5,67  |  |  |  |  |  |
|                               | Giovanni Pecora           | Lista Di Pietro                      | 4 106   | 3,35  |  |  |  |  |  |
|                               | Pasquale Mercuri          | Fiamma Tricolore                     | 3 732   | 3,04  |  |  |  |  |  |
|                               | Nicola Ieropoli           | I Liberaldemocratici Basta!          | 2 276   | 1,86  |  |  |  |  |  |
|                               | Alberto Rotundo           | Lista Pannella-Bonino                | 1 365   | 1,11  |  |  |  |  |  |
| Totale                        | Totale                    | Totale                               | 122 644 | 100   |  |  |  |  |  |
|                               |                           |                                      |         |       |  |  |  |  |  |
| Voti non validi               | Voti non validi           | Voti non validi                      | 22 278  | 15,37 |  |  |  |  |  |
| Votanti                       | Votanti                   | Votanti                              | 144 922 | 68,39 |  |  |  |  |  |
| Elettori                      | Elettori                  | Elettori                             | 211 901 |       |  |  |  |  |  |
|                               |                           |                                      |         |       |  |  |  |  |  |
| Data: 13 maggio 2001          |                           |                                      |         |       |  |  |  |  |  |
| Fonte: Ministero dell'interno |                           |                                      |         |       |  |  |  |  |  |